# Kurt Opitz (Agrarwissenschaftler)
Kurt Opitz (* 25. November 1877 in Semmelwitz (Schlesien); † 5. Oktober 1958 in Berlin) war ein deutscher Acker- und Pflanzenbauwissenschaftler.

## Leben
Opitz, Sohn eines Landwirts, studierte seit 1901 Landwirtschaft in Halle/S. und Breslau und promovierte 1904 an der Universität Breslau mit einer Dissertation über die Bewurzelung und Bestockung von Getreidesorten. Nach der Promotion blieb er in Breslau, zunächst als Assistent am Institut für Pflanzenproduktionslehre, dann als Mitarbeiter an der Landwirtschaftlichen Versuchsstation. 1921 folgte er einem Ruf auf den Lehrstuhl für Acker- und Pflanzenbau an die Landwirtschaftliche Hochschule Berlin. Hier wirkte er bis zu seiner Emeritierung im Jahre 1950.
Seit 1931 war Opitz Ehrenmitglied im Jagdcorps Masovia zu Berlin.

## Forschungsleistungen
In den ersten Jahren seiner Amtstätigkeit in Berlin war Opitz vor allem damit beschäftigt, in Dahlem moderne Forschungseinrichtungen, die man seinem Amtsvorgänger Kurt von Rümker noch verweigert hatte, aufzubauen. Nach der Konzeption von Opitz entstand ein Institutsgebäude mit über 30 Räumen, einige Laboratorien, ein Gewächshaus und ein Versuchsfeld. Auf der Domäne Bornim (1927–1935) und seit 1936 auf dem Versuchsgut in Thyrow bei Trebbin standen ihm weitere Flächen für Feldversuche zur Verfügung.
Opitz führte auf den humusarmen, sandigen Böden im Raum Berlin langjährig konzipierte Feldversuche durch, die sich vornehmlich mit Fragen der Bodenbearbeitung, der Bodenfruchtbarkeit der Düngung und dem Wasserhaushalt der Böden befassten. Neben diesen Langzeit-Experiment widmete er einen wesentlichen Teil seiner pflanzenbaulichen Versuchstätigkeit seinen Lieblingspflanzen, dem Lein, dem Roggen und der Kartoffel.
Während seiner fast dreißigjährigen Amtszeit in Berlin hat Opitz 54 Doktoranden zur Promotion geführt. Er veröffentlichte über 300 Beiträge in wissenschaftlichen und populärwissenschaftlichen Zeitschriften, in Handbüchern sowie als eigenständige Schriften. Nach dem Ende des Zweiten Weltkrieges hatte er entscheidenden Anteil am Wiederaufbau der zerstörten landwirtschaftlichen Lehr- und Forschungsstätten in Berlin.

## Schriften (Auswahl)
- Untersuchungen über Bewurzelung und Bestockung einiger Getreidesorten. Diss. phil. Breslau 1904.
- Neuzeitlicher Roggenbau. Verlagsbuchhandlung Paul Parey Berlin 1925 = Landwirtschaftliche Hefte Nr. 53/54.
- Der Kartoffelbau. In: Handbuch der Landwirtschaft in fünf Bänden. Herausgegeben von F. Aereboe, J. Hansen und Th. Roemer.  Verlagsbuchhandlung Paul Parey Berlin 1930, Bd. 3, S. 109–166.
- Probleme der Bodenbearbeitung. In: Probleme der Wissenschaft in Vergangenheit und Gegenwart H. 6. Herausgegeben von Gerhard Kropp, Berlin 1948, S. 7–46.
- Ökologisch-geographische Versuche mit Lein. In: Zeitschrift für Acker- und Pflanzenbau Bd. 91, 1949, S. 234–264.
- Anbau von Hülsenfrüchten. Deutscher Bauernverlag Berlin 1949 = Schriftenreihe Deutscher Bauernverlag Bd. 28.